# Агрегат
Агрегатът (агрегатна единица; от латински: aggregare, значещо „натрупвам“) в техниката, особено в електротехниката и машиностроенето, е машинен комплект от многобройни съдействащи си индивидуални машини, апарати или устройства. Обикновено като агрегат се свързват двигател и машина за извършване на специфична технологична функция. Примери за агрегати са:
- Хладилен агрегат; състои се от: компресор, топлообменник, помпа, мотор и др.;
- Токов агрегат:
- Задвижващ агрегат;
- Моторен агрегат;
- Предавателен агрегат;
- Турбогенератор; състои се от: парна турбина и генератор за токопроизводство.

Задвижващият агрегат в моторните превозни средства се състои от двигател с вътрешно горене,
предавателен механизъм и задвижващ вал; в съвременните превозни средства с хибридни задвижващи механизми има и допълнителен електромотор.